# DJ Valium
DJ Valium är en tysk eurotrancegrupp skapad av Axel Konrad och Ole Wierk (samma team som för Groove Coverage och Baracuda). Gruppen skapades 1998 och runt 2000 fick de även en sångerska Tanja Korb (artistnamn Tat Morena).
Gruppen fick 2002 en stor hit i Frankrike och Asien med en cover på Michel Zager Bands låt Let's all chant. Efter denna succé blev de kontaktade av ett läkemedelsbolag som sade att de inte fick använda namnet DJ Valium p.g.a. upphovsrätt. De bytte då namn till Dj Volume och släppte ytterligare en singel 2004. Därefter har det varit tyst från gruppen, till viss del p.g.a. att man satsat på sin andra grupp Groove Coverage som slagit igenom stort.

## Diskografi
Singlar:
- Keep Da Clubstyle (1999)
- Ruff Beat (1999)
- Go Right For (1999)
- Omen III (2000)
- Doin' It Again (2000)
- Bring The Beat Back (2002)
- Let's All Chant (2002) (ft.Michael Zager)
- Spirit Of Yesterday (Som DJ Volume)(2004)

Album:
- The Album (2002)